# جوزکنگری
جوزکنگری، روستایی از توابع بخش مرکزی شهرستان سپیدان در استان فارس ایران است. ساکنین روستای جوزکنگری به زبان لری صحبت می‌کنند و فامیل آنها امینی هست و تعداد زیادی از خانواده های آنها نیز عشایر هستند و در ماهور میلاتون (قشلاق) در فصل پاییز و زمستان روزگار می‌گذرانند و در اوایل بهار و تابستان به منطقه ییلاق سپیدان کوچ می‌کنند. 
در این روستا و اطراف آن به دلیل فراوانی گیاه کنگر و جوز که میوه ای شبیه گردو و با اندازه کوچکتر هست اسم این روستا به جوزکنگری شهرت یافت. در این روستا چند چشمه از جمله وزگ مراد و چشمه خاصه ای زیبایی خاصی به این روستا داده است 
در زمان قدیم به دلیل داشتن قلعه و برج های بلند دیده بانی جهت حفاظت از جان و اموال مردم از دست غارتگران بویراحمدی این روستا رونق بیشتری داشته است که اکنون برجها تخریب شده و تقریبا چیزی از آنها باقی نمانده است. 

## جمعیت
این روستا در دهستان خفری قرار دارد و براساس سرشماری مرکز آمار ایران در سال ۱۳۸۵، جمعیت آن ۳۳۷ نفر (۷۸خانوار) بوده‌است.